# Seznam dílů seriálu Námořní vyšetřovací služba
Toto je seznam dílů seriálu Námořní vyšetřovací služba. Americký televizní seriál Námořní vyšetřovací služba (zkratkou NCIS) měl premiéru 23. září 2003 na stanici CBS. V České republice měl premiéru 21. února 2007 na TV Nova.
Seriál vytvořil Donald Bellisario a Don McGill. NCIS sleduje vyšetřování vrchního zvláštního agenta Leroye Jethra Gibbse (Mark Harmon), zvláštního agenta Anthonyho DiNozza (Michael Weatherly), zvláštního agenta Timothyho McGee (Sean Murray), bývalé důstojnice Mossadu - zvláštní agentky Zivy Davidové (Cote de Pablo), která nastoupila po smrti zvláštní agentky Caitlin Toddové (Sasha Alexander), forenzní specialistky Abby Sciutové (Pauley Perrette), soudního lékaře Donalda „Duckyho“ Mallarda (David McCallum) a jeho asistenta Jimmyho Palmera (Brian Dietzen). Na celý tým dohlíží ředitel Leon Vance (Rocky Carroll), který nastoupil po předchozí zesnulé ředitelce Jenny Shepardové (Lauren Holly). Tým vyšetřuje zločiny v oblasti týkajících se námořnictva a personálu námořní pěchoty USA.
Dne 6. května 2020 byl stanicí CBS obnoven seriál NCIS pro osmnáctou řadu. K 6. květnu 2024 vzniklo a bylo odvysíláno celkem 467 dílů v jednadvaceti řadách. 
Dne 20. února 2025 bylo stanicí CBS oznámeno prodloužení seriálu NCIS na dvacátou třetí řadu. 

## Přehled řad
| Řada | Díly | Premiéra v USA     | Premiéra v USA  | Premiéra v ČR      | Premiéra v ČR      |
| Řada | Díly | První díl          | Poslední díl    | První díl          | Poslední díl       |
| ---- | ---- | ------------------ | --------------- | ------------------ | ------------------ |
| 0    | 2    | 22. dubna 2003     | 29. dubna 2003  | 30. ledna 2005     | 6. února 2005      |
| 1    | 23   | 23. září 2003      | 25. května 2004 | 21. února 2007     | 25. července 2007  |
| 2    | 23   | 28. září 2004      | 24. května 2005 | 1. srpna 2007      | 9. ledna 2008      |
| 3    | 24   | 20. září 2005      | 16. května 2006 | 16. ledna 2008     | 25. února 2009     |
| 4    | 24   | 19. září 2006      | 22. května 2007 | 7. července 2009   | 21. prosince 2009  |
| 5    | 19   | 25. září 2007      | 20. května 2008 | 4. ledna 2010      | 10. května 2010    |
| 6    | 25   | 23. září 2008      | 19. května 2009 | 17. května 2010    | 8. listopadu 2010  |
| 7    | 24   | 22. září 2009      | 25. května 2010 | 15. listopadu 2010 | 2. května 2011     |
| 8    | 24   | 21. září 2010      | 17. května 2011 | 2. ledna 2012      | 9. července 2012   |
| 9    | 24   | 20. září 2011      | 15. května 2012 | 24. června 2013    | 26. července 2013  |
| 10   | 24   | 25. září 2012      | 14. května 2013 | 27. srpna 2014     | 4. března 2015     |
| 11   | 24   | 24. září 2013      | 13. května 2014 | 11. března 2015    | 19. srpna 2015     |
| 12   | 24   | 23. září 2014      | 12. května 2015 | 27. dubna 2016     | 22. února 2017     |
| 13   | 24   | 22. září 2015      | 17. května 2016 | 28. června 2017    | 28. listopadu 2017 |
| 14   | 24   | 20. září 2016      | 16. května 2017 | 10. října 2018     | 5. prosince 2018   |
| 15   | 24   | 26. září 2017      | 22. května 2018 | 10. prosince 2018  | 18. února 2019     |
| 16   | 24   | 25. září 2018      | 21. května 2019 | 1. ledna 2020      | 24. ledna 2020     |
| 17   | 20   | 24. září 2019      | 14. dubna 2020  | 3. června 2021     | 8. července 2021   |
| 18   | 16   | 17. listopadu 2020 | 25. května 2021 | 26. ledna 2022     | 16. března 2022    |
| 19   | 21   | 20. září 2021      | 23. května 2022 | 19. června 2023    | 26. července 2023  |
| 20   | 22   | 19. září 2022      | 22. května 2023 | 27. července 2023  | 12. září 2023      |
| 21   | 10   | 12. února 2024     | 6. května 2024  | bude oznámeno      | bude oznámeno      |
| 22   | 20   | 14. října 2024     | 5. května 2025  | bude oznámeno      | bude oznámeno      |

## Seznam dílů

### Úvodní díly
Díly seriálu JAG Ledová královna (Ice Queen) a Když tají ledy (Meltdown) posloužily jako pilotní epizody pro seriál NCIS.
| Č. v seriálu | Č. v řadě | Původní název | Český název     | Režie             | Scénář                         | Premiéra v USA | Premiéra v ČR  |
| ------------ | --------- | ------------- | --------------- | ----------------- | ------------------------------ | -------------- | -------------- |
| 178          | 20        | Ice Queen     | Ledová královna | Donald Bellisario | Donald Bellisario a Don McGill | 22. dubna 2003 | 30. ledna 2005 |
| 179          | 21        | Meltdown      | Když tají ledy  | Scott Brazil      | Donald Bellisario a Don McGill | 29. dubna 2003 | 6. února 2005  |

### První řada (2003–2004)
| Č. v seriálu | Č. v řadě | Původní název          | Český název             | Režie              | Scénář                                       | Premiéra v USA     | Premiéra v ČR     |
| ------------ | --------- | ---------------------- | ----------------------- | ------------------ | -------------------------------------------- | ------------------ | ----------------- |
| 1            | 1         | Yankee White           | Air Force One           | Donald Bellisario  | Donald Bellisario a Don McGill               | 23. září 2003      | 21. února 2007    |
| 2            | 2         | Hung out to Dry        | Pád z výšky             | Alan Levi          | Don McGill                                   | 30. září 2003      | 28. února 2007    |
| 3            | 3         | Seadog                 | Mořský vlk              | Bradford May       | Donald Bellisario a John Kelley              | 7. října 2003      | 7. března 2007    |
| 4            | 4         | The Immortals          | Nesmrtelní              | Alan Levi          | Darcy Meyers                                 | 14. října 2003     | 14. března 2007   |
| 5            | 5         | The Curse              | Kletba                  | Terrence O'Hara    | Donald Bellisario, Don McGill a Jeff Vlaming | 28. října 2003     | 21. března 2007   |
| 6            | 6         | High Seas              | Širé moře               | Dennis Smith       | Larry Moskowitz a Jeff Vlaming               | 4. listopadu 2003  | 28. března 2007   |
| 7            | 7         | Sub Rosa               | Pod pečetí mlčenlivosti | Michael Zinberg    | Frank Cardea a George Schenck                | 18. listopadu 2003 | 4. dubna 2007     |
| 8            | 8         | Minimum Security       | Minimální ostraha       | Ian Toynton        | Donald Bellisario a Philip DeGuere           | 25. listopadu 2003 | 11. dubna 2007    |
| 9            | 9         | Marine Down            | Hlas ze záhrobí         | Dennis Smith       | John Kelley                                  | 16. prosince 2003  | 18. dubna 2007    |
| 10           | 10        | Left for Dead          | Pohřbená zaživa         | James Whitmore ml. | Donald Bellisario a Don McGill               | 6. ledna 2004      | 25. dubna 2007    |
| 11           | 11        | Eye Spy                | Špehoun v oblacích      | Alan Levi          | Frank Cardea, Dana Coen a George Schenck     | 13. ledna 2004     | 2. května 2007    |
| 12           | 12        | My Other Left Foot     | Má druhá levá noha      | Jeff Woolnough     | Jack Bernstein                               | 3. února 2004      | 9. května 2007    |
| 13           | 13        | One Shot, One Kill     | Jedna rána, jedna smrt  | Peter Ellis        | Gil Grant                                    | 10. února 2004     | 16. května 2007   |
| 14           | 14        | The Good Samaritan     | Milosrdný samaritán     | Alan Levi          | Jack Bernstein                               | 17. února 2004     | 23. května 2007   |
| 15           | 15        | Enigma                 | Enigma                  | Thomas J. Wright   | John Kelley                                  | 24. února 2004     | 30. května 2007   |
| 16           | 16        | Bête Noire             | Noční můra              | Peter Ellis        | Donald Bellisario                            | 2. března 2004     | 6. června 2007    |
| 17           | 17        | The Truth Is out There | Na pravdu se přijde     | Dennis Smith       | Jack Bernstein                               | 16. března 2004    | 13. června 2007   |
| 18           | 18        | UnSEALes               | Odhalení                | Peter Ellis        | Thomas Moran                                 | 6. dubna 2004      | 20. června 2007   |
| 19           | 19        | Dead Man Talking       | Svědectví mrtvého muže  | Dennis Smith       | Frank Cardea a George Schenck                | 27. dubna 2004     | 27. června 2007   |
| 20           | 20        | Missing                | Únos                    | Jeff Woolnough     | John Kelley                                  | 4. května 2004     | 4. července 2007  |
| 21           | 21        | Split Decision         | Jeden nebo druhý        | Terrence O'Hara    | Bob Gookin                                   | 11. května 2004    | 11. července 2007 |
| 22           | 22        | A Weak Link            | Slabý článek            | Alan Levi          | Jack Bernstein                               | 18. května 2004    | 18. července 2007 |
| 23           | 23        | Reveile                | Pomsta                  | Thomas J. Wright   | Donald Bellisario                            | 25. května 2004    | 25. července 2007 |

### Druhá řada (2004–2005)
| Č. v seriálu | Č. v řadě | Původní název       | Český název             | Režie              | Scénář                                                        | Premiéra v USA     | Premiéra v ČR      |
| ------------ | --------- | ------------------- | ----------------------- | ------------------ | ------------------------------------------------------------- | ------------------ | ------------------ |
| 24           | 1         | See No Evil         | Nevidím zlo             | Thomas J. Wright   | Chris Crowe                                                   | 28. září 2004      | 1. srpna 2007      |
| 25           | 2         | The Good Wives Club | Klub dobrých manželek   | Dennis Smith       | Gil Grant                                                     | 5. října 2004      | 8. srpna 2007      |
| 26           | 3         | Vanished            | Zmizení                 | James Whitmore ml. | Frank Cardea a George Schenck                                 | 12. října 2004     | 15. srpna 2007     |
| 27           | 4         | Lt. Jane Doe        | Mrtvá neznámá           | Dan Lerner         | Donald Bellisario, Steven Long Mitchell a Craig W. Van Sickle | 19. října 2004     | 22. srpna 2007     |
| 28           | 5         | The Bone Leave      | Pohřebiště              | Terrence O'Hara    | John Kelley                                                   | 26. října 2004     | 29. srpna 2007     |
| 29           | 6         | Terminal Leave      | Zbylá dovolená          | Jeff Woolnough     | Roger Director                                                | 16. listopadu 2004 | 5. září 2007       |
| 30           | 7         | Call of Silence     | Tiché volání            | Thomas J. Wright   | Roger Director                                                | 13. listopadu 2004 | 12. září 2007      |
| 31           | 8         | Heart Break         | Selhání srdce           | Dennis Smith       | Frank Cardea a George Schenck                                 | 30. listopadu 2004 | 19. září 2007      |
| 32           | 9         | Forced Entry        | Neoprávněné vniknutí    | Dennis Smith       | John Kelley a Jesse Stern                                     | 7. prosince 2004   | 26. září 2007      |
| 33           | 10        | Chained             | Pouta                   | Thomas J. Wright   | Frank Military                                                | 14. prosince 2004  | 3. října 2007      |
| 34           | 11        | Black Water         | Tajemné jezero          | Terrence O'Hara    | Juan Carlos Coto a John Kelly                                 | 11. ledna 2005     | 10. října 2007     |
| 35           | 12        | Doppelgänger        | Dvojník                 | Terrence O'Hara    | Jack Bernstein                                                | 18. ledna 2005     | 17. října 2007     |
| 36           | 13        | The Meat Puzzle     | Skládanka               | Thomas J. Wright   | Frank Military                                                | 8. února 2005      | 24. října 2007     |
| 37           | 14        | Witness             | Svědek                  | James Whitmore ml. | Frank Cardea a George Schenck                                 | 15. února 2005     | 31. října 2007     |
| 38           | 15        | Caught on Tape      | Vražda v přímém přenosu | Jeff Woolnough     | Chris Crowe, Gil Grant a John Kelley                          | 22. února 2005     | 7. listopadu 2007  |
| 39           | 16        | Pop Life            | Noční život             | Thomas J. Wright   | Frank Military                                                | 1. března 2005     | 14. listopadu 2007 |
| 40           | 17        | An Eye for an Eye   | Oko za oko              | Dennis Smith       | Steven Kane                                                   | 22. března 2005    | 21. listopadu 2007 |
| 41           | 18        | Bikini Wax          | Vosková stopa           | Stephen Cragg      | David North                                                   | 29. března 2005    | 28. listopadu 2007 |
| 42           | 19        | Conspiracy Theory   | Teorie spiknutí         | Jeff Woolnough     | Frank Military                                                | 12. dubna 2005     | 5. prosince 2007   |
| 43           | 20        | Red Cell            | Rudá buňka              | Dennis Smith       | Christopher Silber                                            | 26. dubna 2005     | 12. prosince 2007  |
| 44           | 21        | Hometown Hero       | Hrdina z malého města   | James Whitmore ml. | Frank Cardea a George Schenck                                 | 3. května 2005     | 19. prosince 2007  |
| 45           | 22        | SWAK                | Smrtící polibek         | Dennis Smith       | Donald Bellisario                                             | 10. května 2005    | 2. ledna 2008      |
| 46           | 23        | Twilight            | Soumrak                 | Thomas J. Wright   | John Kelley                                                   | 24. května 2005    | 9. ledna 2008      |

### Třetí řada (2005–2006)
| Č. v seriálu | Č. v řadě | Původní název      | Český název             | Režie              | Scénář                            | Premiéra v USA     | Premiéra v ČR   |
| ------------ | --------- | ------------------ | ----------------------- | ------------------ | --------------------------------- | ------------------ | --------------- |
| 47           | 1         | Kill Ari (Part I)  | Zabít Ariho (1. část)   | Dennis Smith       | Donald Bellisario                 | 20. září 2005      | 16. ledna 2008  |
| 48           | 2         | Kill Ari (Part II) | Zabít Ariho (2. část)   | James Whitmore ml. | Donald Bellisario                 | 27. září 2005      | 23. ledna 2008  |
| 49           | 3         | Mind Games         | Vražedné hry            | William Webb       | Jeffrey Kirkpatrick a John Kelley | 4. října 2005      | 30. ledna 2008  |
| 50           | 4         | Silver War         | Stříbrná válka          | Terrence O'Hara    | John Kelley a Joshua Lurie        | 11. října 2005     | 6. února 2008   |
| 51           | 5         | Switch             | Záměna                  | Thomas J. Wright   | Gil Grant                         | 18. října 2005     | 13. února 2008  |
| 52           | 6         | The Voyeur's Web   | Voyeurova past          | Dennis Smith       | David North                       | 25. října 2005     | 20. února 2008  |
| 53           | 7         | Honor Code         | Věc cti                 | Colin Bucksey      | Christopher Silber                | 1. listopadu 2005  | 27. února 2008  |
| 54           | 8         | Under Covers       | V utajení               | Aaron Lipstadt     | Lee David Zlotoff                 | 8. listopadu 2005  | 5. března 2008  |
| 55           | 9         | Frame Up           | Past                    | Thomas J. Wright   | Laurence Walsh                    | 22. listopadu 2005 | 12. března 2008 |
| 56           | 10        | Probie             | Zelenáč                 | Terrence O'Hara    | Frank Cardea a George Schenck     | 29. listopadu 2005 | 19. března 2008 |
| 57           | 11        | Model Behavior     | Modelové chování        | Stephen Cragg      | David North                       | 13. prosince 2005  | 26. března 2008 |
| 58           | 12        | Boxed In           | V koutě                 | Dennis Smith       | Dana Coen                         | 10. ledna 2006     | 2. dubna 2008   |
| 59           | 13        | Deception          | Klam                    | Leslie Libman      | Jack Bernstein                    | 17. ledna 2006     | 9. dubna 2008   |
| 60           | 14        | Light Sleeper      | Spáč                    | Colin Bucksey      | Christopher Silber                | 24. ledna 2006     | 16. dubna 2008  |
| 61           | 15        | Head Case          | Případ hlavy            | Dennis Smith       | Frank Cardea a George Schenck     | 7. února 2006      | 23. dubna 2008  |
| 62           | 16        | Family Secret      | Rodinné tajemství       | James Whitmore ml. | Steven Binder                     | 28. února 2006     | 30. dubna 2008  |
| 63           | 17        | Ravenous           | Lačnost                 | Thomas J. Wright   | Richard Arthur                    | 7. března 2006     | 7. ledna 2009   |
| 64           | 18        | Bait               | Léčka                   | Terrence O'Hara    | Laurence Walsh                    | 14. března 2006    | 14. ledna 2009  |
| 65           | 19        | Iced               | U ledu                  | Dennis Smith       | Dana Coen                         | 4. dubna 2006      | 21. ledna 2009  |
| 66           | 20        | Untouchable        | Nedotknutelný           | Leslie Libman      | Frank Cardea a George Schenck     | 18. dubna 2006     | 28. ledna 2009  |
| 67           | 21        | Bloodbath          | Krvavá lázeň            | Dennis Smith       | Steven Binder                     | 25. dubna 2006     | 4. února 2009   |
| 68           | 22        | Jeopardy           | Ohrožení                | James Whitmore ml. | David North                       | 2. května 2006     | 11. února 2009  |
| 69           | 23        | Hiatus (Part I)    | Ztráta paměti (1. část) | Dennis Smith       | Donald Bellisario                 | 9. května 2006     | 18. února 2009  |
| 70           | 24        | Hiatus (Part II)   | Ztráta paměti (2. část) | Dennis Smith       | Donald Bellisario                 | 16. května 2006    | 25. února 2009  |

### Čtvrtá řada (2006–2007)
| Č. v seriálu | Č. v řadě | Původní název      | Český název        | Režie              | Scénář                                          | Premiéra v USA     | Premiéra v ČR      |
| ------------ | --------- | ------------------ | ------------------ | ------------------ | ----------------------------------------------- | ------------------ | ------------------ |
| 71           | 1         | Shalom             | Shalom             | William Webb       | Donald Bellisario a John Kelley                 | 19. září 2006      | 7. července 2009   |
| 72           | 2         | Escaped            | Uprchlík           | Dennis Smith       | Steven Binder a Christopher Silber              | 26. září 2006      | 14. července 2009  |
| 73           | 3         | Singled Out        | Z kola ven         | Terrence O'Hara    | David North                                     | 3. října 2006      | 21. července 2009  |
| 74           | 4         | Faking It          | Podvod             | Thomas J. Wright   | Shane Brennan                                   | 10. října 2006     | 28. července 2009  |
| 75           | 5         | Dead and Unburied  | Mrtvý a nepohřbený | Colin Bucksey      | Nell Scovell                                    | 17. října 2006     | 4. srpna 2009      |
| 76           | 6         | Witch Hunt         | Hon na čarodějnice | James Whitmore ml. | Steven Kriozere                                 | 31. října 2006     | 11. srpna 2009     |
| 77           | 7         | Sandblast          | Výbuch v písku     | Dennis Smith       | Robert Palm                                     | 7. listopadu 2006  | 18. srpna 2009     |
| 78           | 8         | Once a Hero        | Hrdina             | Thomas J. Wright   | Shane Brennan                                   | 14. listopadu 2006 | 31. srpna 2009     |
| 79           | 9         | Twisted Sister     | Zlobivá sestra     | Terrence O'Hara    | Steven Binder                                   | 21. listopadu 2006 | 7. září 2009       |
| 80           | 10        | Smoked             | Uzenáč             | Dennis Smith       | John Kelley a Robert Palm                       | 28. listopadu 2006 | 14. září 2009      |
| 81           | 11        | Driven             | Auto zabiják       | Dennis Smith       | Richard Arthur, John Kelley a Nell Scovell      | 12. prosince 2006  | 21. září 2009      |
| 82           | 12        | Suspicion          | Podezření          | Colin Bucksey      | Shane Brennan                                   | 16. ledna 2007     | 28. září 2009      |
| 83           | 13        | Sharif Returns     | Návrat Sharifa     | Terrence O'Hara    | Steven Binder                                   | 23. ledna 2007     | 5. října 2009      |
| 84           | 14        | Blowback           | Odplata            | Thomas J. Wright   | Shane Brennan, David North a Christopher Silber | 6. února 2007      | 12. října 2009     |
| 85           | 15        | Friends and Lovers | Přátelé a milenci  | Dennis Smith       | John Kelley                                     | 13. února 2007     | 19. října 2009     |
| 86           | 16        | Dead Man Walking   | Mrtvý muž přichází | Colin Bucksey      | Nell Scovell                                    | 20. února 2007     | 26. října 2009     |
| 87           | 17        | Skeletons          | Kostlivci          | James Whitmore ml. | Jesse Stern                                     | 27. února 2007     | 2. listopadu 2009  |
| 88           | 18        | Iceman             | Ledový muž         | Thomas J. Wright   | Shane Brennan                                   | 20. března 2007    | 9. listopadu 2009  |
| 89           | 19        | Grace Period       | Doba odkladu       | James Whitmore ml. | John Kelley                                     | 3. dubna 2007      | 16. listopadu 2009 |
| 90           | 20        | Cover Story        | Zástěrka           | Dennis Smith       | David North                                     | 10. dubna 2007     | 23. listopadu 2009 |
| 91           | 21        | Brothers in Arms   | Bratři ve zbrani   | Martha Mitchell    | Steven Binder                                   | 24. dubna 2007     | 30. listopadu 2009 |
| 92           | 22        | In the Dark        | Ve tmě             | Thomas J. Wright   | Steven Binder                                   | 1. května 2007     | 7. prosince 2009   |
| 93           | 23        | Trojan Horse       | Trojský kůň        | Terrence O'Hara    | Shane Brennan a Donald Bellisario               | 8. května 2007     | 14. prosince 2009  |
| 94           | 24        | Angel of Death     | Anděl smrti        | Dennis Smith       | Donald Bellisario                               | 22. května 2007    | 21. prosince 2009  |

### Pátá řada (2007–2008)
| Č. v seriálu | Č. v řadě | Původní název          | Český název          | Režie              | Scénář                                         | Premiéra v USA     | Premiéra v ČR   |
| ------------ | --------- | ---------------------- | -------------------- | ------------------ | ---------------------------------------------- | ------------------ | --------------- |
| 95           | 1         | Bury Your Dead         | Pohřbít své mrtvé    | Thomas J. Wright   | Shane Brennan                                  | 25. září 2007      | 4. ledna 2010   |
| 96           | 2         | Family                 | Rodina               | Martha Mitchell    | Steven Binder                                  | 2. října 2007      | 11. ledna 2010  |
| 97           | 3         | Ex-File                | Akta Ex              | Dennis Smith       | Alfonso Moreno                                 | 9. října 2010      | 18. ledna 2010  |
| 98           | 4         | Identity Crisis        | Krize identity       | Thomas J. Wright   | Jesse Stern                                    | 16. října 2007     | 25. ledna 2010  |
| 99           | 5         | Leap of Faith          | Věc důvěry           | Dennis Smith       | Frank Cardea a George Schenck                  | 23. října 2007     | 1. února 2010   |
| 100          | 6         | Chimera                | Chiméra              | Terrence O'Hara    | Dan Fesman                                     | 30. října 2007     | 8. února 2010   |
| 101          | 7         | Requiem                | Requiem              | Tony Wharmby       | Shane Brennan                                  | 6. listopadu 2007  | 15. února 2010  |
| 102          | 8         | Designated Target      | Určený cíl           | Colin Bucksey      | Reed Steiner                                   | 13. listopadu 2007 | 22. února 2010  |
| 103          | 9         | Lost and Found         | Ztráty a nálezy      | Martha Mitchell    | David North                                    | 20. listopadu 2007 | 1. března 2010  |
| 104          | 10        | Corporal Punishment    | Tělesný trest        | Arvin Brown        | Jesse Stern                                    | 27. listopadu 2007 | 8. března 2010  |
| 105          | 11        | Tribes                 | Kmeny                | Colin Bucksey      | Reed Steiner                                   | 15. ledna 2008     | 15. března 2010 |
| 106          | 12        | Stakeout               | Sledování            | Tony Wharmby       | Frank Cardea a George Schenck                  | 8. dubna 2008      | 22. března 2010 |
| 107          | 13        | Dog Tags               | Psí známky           | Oz Scott           | Dan Fesman a Alfonso Moreno                    | 15. dubna 2008     | 29. března 2010 |
| 108          | 14        | Internal Affairs       | Vnitřní záležitost   | Tony Wharmby       | Reed Steiner a Jesse Stern                     | 22. dubna 2008     | 5. dubna 2010   |
| 109          | 15        | In the Zone            | V zóně               | Terrence O'Hara    | Linda Burstyn                                  | 29. dubna 2008     | 12. dubna 2010  |
| 110          | 16        | Recoil                 | Zpětný náraz         | James Whitmore ml. | Frank Cardea, Dan Fesman a George Schenck      | 6. května 2008     | 19. dubna 2010  |
| 111          | 17        | About Face             | Tvář                 | Dennis Smith       | Alfonso Moreno, Reed Steiner a Jesse Stern     | 13. května 2008    | 26. dubna 2010  |
| 112          | 18        | Judgment Day (Part I)  | Soudný den (1. část) | Thomas J. Wright   | Steven Binder a David North                    | 20. května 2008    | 3. května 2010  |
| 113          | 19        | Judgment Day (Part II) | Soudný den (2. část) | Thomas J. Wright   | Steven Binder, David North a Christopher Waild | 20. května 2008    | 10. května 2010 |

### Šestá řada (2008–2009)
| Č. v seriálu | Č. v řadě | Původní název      | Český název        | Režie              | Scénář                                        | Premiéra v USA     | Premiéra v ČR     |
| ------------ | --------- | ------------------ | ------------------ | ------------------ | --------------------------------------------- | ------------------ | ----------------- |
| 114          | 1         | Last Man Standing  | Poslední muž       | Tony Wharmby       | Shane Brennan                                 | 23. září 2008      | 17. května 2010   |
| 115          | 2         | Agent Afloat       | Agent na palubě    | Thomas J. Wright   | Dan Fesman a David North                      | 30. září 2008      | 24. května 2010   |
| 116          | 3         | Capitol Offense    | Těžký zločin       | Dennis Smith       | Frank Cardea a George Schenck                 | 7. října 2008      | 31. května 2010   |
| 117          | 4         | Heartland          | Země minulosti     | Tony Wharmby       | Jesse Stern                                   | 14. října 2008     | 7. června 2010    |
| 118          | 5         | Nine Lives         | Devět životů       | Dennis Smith       | Linda Burstyn, Dan Fesman a David North       | 21. října 2008     | 14. června 2010   |
| 119          | 6         | Murder 2.0         | Lekce vraždy       | Arvin Brown        | Steven Binder                                 | 28. října 2008     | 21. června 2010   |
| 120          | 7         | Collateral Damage  | Vedlejší ztráty    | Terrence O'Hara    | Alfonso Moreno                                | 11. listopadu 2008 | 28. června 2010   |
| 121          | 8         | Cloak              | Zástěrka           | James Whitmore ml. | Jesse Stern                                   | 18. listopadu 2008 | 12. července 2010 |
| 122          | 9         | Dagger             | Dýka v zádech      | Dennis Smith       | Reed Steiner a Christopher Waild              | 25. listopadu 2008 | 19. července 2010 |
| 123          | 10        | Road Kill          | Autonehoda         | Thomas J. Wright   | Steven Kriozere                               | 2. prosince 2008   | 26. července 2010 |
| 124          | 11        | Silent Night       | Tichá noc          | Tony Wharmby       | Frank Cardea a George Schenck                 | 16. prosince 2008  | 2. srpna 2010     |
| 125          | 12        | Caged              | V kleci            | Leslie Libman      | Alfonso Moreno                                | 6. ledna 2009      | 9. srpna 2010     |
| 126          | 13        | Broken Bird        | Padlý pták         | James Whitmore ml. | Jesse Stern                                   | 13. ledna 2009     | 16. srpna 2010    |
| 127          | 14        | Love and War       | Láska a válka      | Terrence O'Hara    | Steven Binder a David North                   | 27. ledna 2009     | 23. srpna 2010    |
| 128          | 15        | Deliverance        | Zastrašování       | Dennis Smith       | Dan Fesman a Reed Steiner                     | 10. února 2009     | 30. srpna 2010    |
| 129          | 16        | Bounce             | Pomsta             | Arvin Brown        | Steven Binder a David North                   | 17. února 2009     | 6. září 2010      |
| 130          | 17        | South by Southwest | Cesta do Arizony   | Thomas J. Wright   | Frank Cardea a George Schenck                 | 24. února 2009     | 13. září 2010     |
| 131          | 18        | Knockout           | Knockout           | Tony Wharmby       | Jesse Stern                                   | 17. března 2009    | 20. září 2010     |
| 132          | 19        | Hide and Seek      | Hra na schovávanou | Dennis Smith       | Dan Fesman                                    | 24. března 2009    | 27. září 2010     |
| 133          | 20        | Dead Reckoning     | Počítání mrtvých   | Terrence O'Hara    | David North, Reed Steiner a Christopher Waild | 31. března 2009    | 4. října 2010     |
| 134          | 21        | Toxic              | Jed                | Thomas J. Wright   | Steven Binder                                 | 7. dubna 2009      | 11. října 2010    |
| 135          | 22        | Legend (Part I)    | Legenda (1. část)  | Tony Wharmby       | Shane Brennan                                 | 28. dubna 2009     | 18. října 2010    |
| 136          | 23        | Legend (Part II)   | Legenda (2. část)  | James Whitmore ml. | Shane Brennan                                 | 5. května 2009     | 25. října 2010    |
| 137          | 24        | Semper Fidelis     | Vždy věrný         | Tony Wharmby       | Jesse Stern                                   | 12. května 2009    | 1. listopadu 2010 |
| 138          | 25        | Aliyah             | Aliyah – Cesta     | Dennis Smith       | David North                                   | 19. května 2009    | 8. listopadu 2010 |

### Sedmá řada (2009–2010)
| Č. v seriálu | Č. v řadě | Původní název         | Český název            | Režie              | Scénář                           | Premiéra v USA     | Premiéra v ČR      |
| ------------ | --------- | --------------------- | ---------------------- | ------------------ | -------------------------------- | ------------------ | ------------------ |
| 139          | 1         | Truth or Consequences | Pravidla či následky   | Dennis Smith       | Jesse Stern                      | 22. září 2009      | 15. listopadu 2010 |
| 140          | 2         | Reunion               | Znovushledání          | Tony Wharmby       | Steven Binder                    | 29. září 2009      | 22. listopadu 2010 |
| 141          | 3         | The Inside Man        | Informátor             | Thomas J. Wright   | Frank Cardea a George Schenck    | 6. října 2009      | 29. listopadu 2010 |
| 142          | 4         | Good Cop, Bad Cop     | Hodný polda, zlý polda | Leslie Libman      | David North a Jesse Stern        | 13. října 2009     | 6. prosince 2010   |
| 143          | 5         | Code of Conduct       | Zásady vedení          | Terrence O'Hara    | Reed Steiner a Christopher Waild | 20. října 2009     | 13. prosince 2010  |
| 144          | 6         | Outlaws and In-Laws   | Vyhnanci a příbuzní    | Tony Wharmby       | Jesse Stern                      | 3. listopadu 2009  | 20. prosince 2010  |
| 145          | 7         | Endgame               | Konec hry              | James Whitmore ml. | Gary Glasberg                    | 10. listopadu 2009 | 3. ledna 2011      |
| 146          | 8         | Power Down            | Bez proudu             | Thomas J. Wright   | Steven Binder a David North      | 17. listopadu 2009 | 10. ledna 2011     |
| 147          | 9         | Child's Play          | Dětská hra             | William Webb       | Reed Steiner                     | 24. listopadu 2009 | 17. ledna 2011     |
| 148          | 10        | Faith                 | Víra                   | Arvin Brown        | Gary Glasberg                    | 15. prosince 2009  | 24. ledna 2011     |
| 149          | 11        | Ignition              | Zážeh                  | Dennis Smith       | Jesse Stern                      | 5. ledna 2010      | 7. února 2011      |
| 150          | 12        | Flesh and Blood       | Rodina                 | Arvin Brown        | Frank Cardea a George Schenck    | 12. ledna 2010     | 14. února 2011     |
| 151          | 13        | Jet Lag               | Let z Paříže           | Tony Wharmby       | Christopher Waild                | 26. ledna 2010     | 21. února 2011     |
| 152          | 14        | Masquerade            | Maškaráda              | James Whitmore ml. | Steven Binder                    | 2. února 2010      | 28. února 2011     |
| 153          | 15        | Jack Knife            | Zavírací nůž           | Dennis Smith       | Jesse Stern                      | 9. února 2010      | 7. března 2011     |
| 154          | 16        | Mother's Day          | Den matek              | Tony Wharmby       | Gary Glasberg a Reed Steiner     | 2. března 2010     | 14. března 2011    |
| 155          | 17        | Double Identity       | Dvojí identita         | Mark Horowitz      | Frank Cardea a George Schenck    | 9. března 2010     | 21. března 2011    |
| 156          | 18        | Jurisdiction          | Střet kompetencí       | Terrence O'Hara    | Lee David Zlotoff                | 16. března 2010    | 28. března 2011    |
| 157          | 19        | Guilty Pleasure       | Hříšné potěšení        | James Whitmore ml. | Reed Steiner a Christopher Waild | 6. dubna 2010      | 4. dubna 2011      |
| 158          | 20        | Moonlighting          | Bokovka                | Thomas J. Wright   | Steven Binder a Jesse Stern      | 27. dubna 2010     | 11. dubna 2011     |
| 159          | 21        | Obsession             | Posedlost              | Tony Wharmby       | Frank Cardea a George Schenck    | 4. května 2010     | 18. dubna 2011     |
| 160          | 22        | Borderland            | Na hranici             | Terrence O' Hara   | Steven Binder                    | 11. května 2010    | 25. dubna 2011     |
| 161          | 23        | Patriot Down          | Pravý patriot          | Dennis Smith       | Gary Glasberg                    | 18. května 2010    | 25. dubna 2011     |
| 162          | 24        | Rule Fifty-One        | Pravidlo 51            | Dennis Smith       | Jesse Stern                      | 25. května 2010    | 2. května 2011     |

### Osmá řada (2010–2011)
| Č. v seriálu | Č. v řadě | Původní název             | Český název             | Režie                 | Scénář                                         | Premiéra v USA     | Premiéra v ČR    |
| ------------ | --------- | ------------------------- | ----------------------- | --------------------- | ---------------------------------------------- | ------------------ | ---------------- |
| 163          | 1         | Spider and the Fly        | Pavouk a moucha         | Dennis Smith          | Gary Glasberg                                  | 21. září 2010      | 2. ledna 2012    |
| 164          | 2         | Worst Nightmare           | Nejhorší noční můra     | Tony Wharmby          | Steven Binder                                  | 28. září 2010      | 9. ledna 2012    |
| 165          | 3         | Short Fuse                | Zkrat                   | Leslie Libman         | Frank Cardea a George Schenck                  | 5. října 2010      | 16. ledna 2012   |
| 166          | 4         | Royals and Loyals         | Království a věrní      | Arvin Brown           | Reed Steiner                                   | 12. října 2010     | 23. ledna 2012   |
| 167          | 5         | Dead Air                  | Mrtvý éter              | Terrence O'Hara       | Christopher Waild                              | 19. října 2010     | 30. ledna 2012   |
| 168          | 6         | Cracked                   | Posedlost               | Tony Wharmby          | Nicole Mirante-Matthews                        | 26. října 2010     | 6. února 2012    |
| 169          | 7         | Broken Arrow              | Zlomený šíp             | Arvin Brown           | Frank Cardea a George Schenck                  | 9. listopadu 2010  | 13. února 2012   |
| 170          | 8         | Enemies Foreign           | Cizí nepřítel (1. část) | Dennis Smith          | Jesse Stern                                    | 16. listopadu 2010 | 20. února 2012   |
| 171          | 9         | Enemies Domestic          | Cizí nepřítel (2. část) | Mark Horowitz         | Jesse Stern                                    | 23. listopadu 2010 | 27. února 2012   |
| 172          | 10        | False Witness             | Falešný svědek          | James Whitmore ml.    | Steven Binder                                  | 14. prosince 2010  | 5. března 2012   |
| 173          | 11        | Ships in the Night        | Lodě v noci             | Thomas Wright         | Reed Steiner a Christopher Waild               | 11. ledna 2011     | 12. března 2012  |
| 174          | 12        | Recruited                 | Nábor                   | Arvin Brown           | Gary Glasberg                                  | 18. ledna 2011     | 19. března 2012  |
| 175          | 13        | Freedom                   | Svoboda                 | Craig Ross, Jr.       | Nicole Mirante-Matthews                        | 1. února 2011      | 26. března 2012  |
| 176          | 14        | A Man Walks Into a Bar... | Muž vejde do baru       | James Whitmore ml.    | Gary Glasberg                                  | 8. února 2011      | 2. dubna 2012    |
| 177          | 15        | Defiance                  | Vzdor                   | Dennis Smith          | Frank Cardea a George Schenck                  | 15. února 2011     | 16. dubna 2012   |
| 178          | 16        | Kill Screen               | Modrá smrt              | Tony Wharmby          | Steven Kriozere a Steven D. Binder             | 22. února 2011     | 23. dubna 2012   |
| 179          | 17        | One Last Score            | Poslední akce           | Michael Weatherly     | Jesse Stern                                    | 1. března 2011     | 14. května 2012  |
| 180          | 18        | Out of the Frying Pan     | Z bláta do louže        | Terrence O'Hara       | Leon Carroll, Reed Steiner a Christopher Waild | 22. března 2011    | 21. května 2012  |
| 181          | 19        | Tell-All                  | Řekni vše               | Kevin Rodney Sullivan | Andrew Bartels                                 | 29. března 2011    | 4. června 2012   |
| 182          | 20        | Two-Faced                 | Dvě tváře               | Thomas Wright         | Nicole Mirante-Matthews a Reed Steiner         | 5. dubna 2011      | 11. června 2012  |
| 183          | 21        | Dead Reflection           | Odraz mrtvého           | William Webb          | George Schenck a Frank Cardea                  | 12. dubna 2011     | 18. června 2012  |
| 184          | 22        | Baltimore                 | Baltimore               | Terrence O'Hara       | Steven Binder                                  | 3. května 2011     | 25. června 2012  |
| 185          | 23        | Swan Song                 | Labutí píseň            | Tony Wharmby          | Jesse Stern                                    | 10. května 2011    | 2. července 2012 |
| 186          | 24        | Pyramid                   | Pyramida                | Dennis Smith          | Gary Glasberg                                  | 17. května 2011    | 9. července 2012 |

### Devátá řada (2011–2012)
| Č. v seriálu | Č. v řadě | Původní název           | Český název              | Režie              | Scénář                                   | Premiéra v USA     | Premiéra v ČR     |
| ------------ | --------- | ----------------------- | ------------------------ | ------------------ | ---------------------------------------- | ------------------ | ----------------- |
| 187          | 1         | Nature of the Beast     | Povaha lovce             | Tony Wharmby       | Gary Glasberg                            | 20. září 2011      | 24. června 2013   |
| 188          | 2         | Restless                | Neklid                   | James Whitmore ml. | Steven D. Binder                         | 27. září 2011      | 25. června 2013   |
| 189          | 3         | The Penelope Papers     | Penelopin dokument       | Arvin Brown        | Nicole Mirante-Matthews                  | 4. října 2011      | 26. června 2013   |
| 190          | 4         | Enemy on the Hill       | Nepřítel na kopci        | Dennis Smith       | George Schenck a Frank Cardea            | 11. října 2011     | 27. června 2013   |
| 191          | 5         | Safe Harbor             | Přístav v bezpečí        | Terrence O'Hara    | Reed Steiner a Christopher J. Waild      | 18. října 2011     | 28. června 2013   |
| 192          | 6         | Thirst                  | Žízeň                    | Tom Wright         | Scott Williams                           | 25. října 2011     | 1. července 2013  |
| 193          | 7         | Devil's Triangle        | Ďábelský trojúhelník     | Leslie Libman      | Steven D. Binder a Reed Steiner          | 1. listopadu 2011  | 2. července 2013  |
| 194          | 8         | Engaged (Part I)        | Nezvěstná (1. část)      | James Whitmore ml. | Gina Lucita Monreal                      | 8. listopadu 2011  | 3. července 2013  |
| 195          | 9         | Engaged (Part II)       | Nezvěstná (2. část)      | Tony Wharmby       | Gary Glasberg                            | 15. listopadu 2011 | 4. července 2013  |
| 196          | 10        | Sins of the Father      | Otcovy hříchy            | Arvin Brown        | George Schenck a Frank Cardea            | 22. listopadu 2011 | 8. července 2013  |
| 197          | 11        | Newborn King            | Dědic                    | Dennis Smith       | Christopher J. Waild                     | 13. prosince 2011  | 9. července 2013  |
| 198          | 12        | Housekeeping            | Bezpečný úkryt           | Terrence O’Hara    | Scott Williams                           | 3. ledna 2012      | 10. července 2013 |
| 199          | 13        | A Desperate Man         | Zoufalec                 | Leslie Libman      | Nicole Mirante-Matthews                  | 10. ledna 2012     | 11. července 2013 |
| 200          | 14        | Life Before His Eyes    | Život před očima         | Tony Wharmby       | Gary Glasberg                            | 7. února 2012      | 12. července 2013 |
| 201          | 15        | Secrets                 | Tajnosti                 | Leslie Libman      | Steven D. Binder                         | 14. února 2012     | 15. července 2013 |
| 202          | 16        | Psych Out               | Hrátky s myslí           | Dennis Smith       | Gary Glasberg a Reed Steiner             | 21. února 2012     | 16. července 2013 |
| 203          | 17        | Need to Know            | Utajované informace      | Michelle MacLaren  | George Schenck a Frank Cardea            | 28. února 2012     | 17. července 2013 |
| 204          | 18        | The Tell                | Vyděrač                  | Tom Wright         | Gina Lucita Monreal                      | 20. března 2012    | 18. července 2013 |
| 205          | 19        | The Good Son            | Dobrý syn                | Terrence O'Hara    | Nicole Mirante-Matthews a Scott Williams | 27. března 2012    | 19. července 2013 |
| 206          | 20        | The Missionary Position | Misionářská pozice       | Arvin Brown        | Allison Abner                            | 10. dubna 2012     | 22. července 2013 |
| 207          | 21        | Rekindled               | Oheň                     | Mark Horowitz      | Christopher J. Waild a Reed Steiner      | 17. dubna 2012     | 23. července 2013 |
| 208          | 22        | Playing With Fire       | Hrátky s ohněm           | Dennis Smith       | George Schenck a Frank Cardea            | 1. května 2012     | 24. července 2013 |
| 209          | 23        | Up in Smoke             | V prachu                 | James Whitmore ml. | Steven D. Binder                         | 8. května 2012     | 25. července 2013 |
| 210          | 24        | Till Death Do Us Part   | Dokud nás smrt nerozdělí | Tony Wharmby       | Gary Glasberg                            | 15. května 2012    | 26. července 2013 |

### Desátá řada (2012–2013)
| 22  | Č. v řadě | Původní název         | Český Název             | Režie              | Scénář                                               | Premiéra v USA     | Premiéra v ČR      |
| --- | --------- | --------------------- | ----------------------- | ------------------ | ---------------------------------------------------- | ------------------ | ------------------ |
| 211 | 1         | Extreme Prejudice     | Nejvyšší zaujatost      | Tony Wharmby       | Gary Glasberg                                        | 25. září 2012      | 27. srpna 2014     |
| 212 | 2         | Recovery              | Obnova                  | Dennis Smith       | Scott Williams                                       | 2. října 2012      | 3. září 2014       |
| 213 | 3         | Phoenix               | Fénix                   | Terrence O'Hara    | Steven Binder                                        | 9. října 2012      | 10. září 2014      |
| 214 | 4         | Lost at Sea           | Ztraceni v moři         | Tony Wharmby       | Christopher J. Waild                                 | 23. října 2012     | 17. září 2014      |
| 215 | 5         | Namesake              | Jmenovec                | Arvin Brown        | George Schenck a Frank Cardea                        | 30. října 2012     | 24. září 2014      |
| 216 | 6         | Shell Shock (Part I)  | Nervový otřes (1. část) | Leslie Libman      | Nichole Mirante-Matthews                             | 13. listopadu 2012 | 1. října 2014      |
| 217 | 7         | Shell Shock (Part II) | Nervový otřes (2. část) | Tom Wright         | Gina Monreal                                         | 20. listopadu 2012 | 8. října 2014      |
| 218 | 8         | Gone                  | Zmizelá                 | James Whitmore ml. | Reed Steiner a Scott Williams                        | 27. listopadu 2012 | 15. října 2014     |
| 219 | 9         | Devil's Trifecta      | Ďábelská trojka         | Arvin Brown        | Steven D. Binder                                     | 11. prosince 2012  | 22. října 2014     |
| 220 | 10        | You Better Watch Out  | Radši se měj na pozoru  | Tony Wharmby       | George Schenck a Frank Cardea                        | 18. prosince 2012  | 29. října 2014     |
| 221 | 11        | Shabbat Shalom        | Šabat Šalom             | Dennis Smith       | Christopher J. Waild                                 | 8. ledna 2013      | 5. listopadu 2014  |
| 222 | 12        | Shiva                 | Šiva                    | Arvin Brown        | Christopher J. Waild, Gary Glasberg a Scott Williams | 15. ledna 2013     | 12. listopadu 2014 |
| 223 | 13        | Hit and Run           | Autonehoda              | Dennis Smith       | Gary Glasberg a Gina Lucita Monreal                  | 29. ledna 2013     | 19. listopadu 2014 |
| 224 | 14        | Canary                | Kanárek                 | Terrence O'Hara    | Christopher J. Waild                                 | 5. února 2013      | 26. listopadu 2014 |
| 225 | 15        | Hereafter             | Poté                    | Tony Wharmby       | Nichole Mirante-Matthews                             | 19. února 2013     | 3. prosince 2014   |
| 226 | 16        | Detour                | Objížďka                | Mario Van Peebles  | Steven D. Binder                                     | 26. února 2013     | 10. prosince 2014  |
| 227 | 17        | Prime Suspect         | Hlavní podezřelý        | James Whitmore ml. | George Schenck a Frank Cardea                        | 5. března 2013     | 14. ledna 2015     |
| 228 | 18        | Seek                  | Hledej!                 | Michael Weatherly  | Scott Williams                                       | 19. března 2013    | 21. ledna 2015     |
| 229 | 19        | Squall                | Bouře                   | Tom Wright         | Bill Nuss                                            | 26. března 2013    | 28. ledna 2015     |
| 230 | 20        | Chasing Ghosts        | Honba za duchy          | Arvin Brown        | Nicole Mirante-Matthews                              | 9. dubna 2013      | 4. února 2015      |
| 231 | 21        | Berlin                | Berlín                  | Terrence O'Hara    | Scott Williams a Gina Lucita Monreal                 | 23. dubna 2013     | 11. února 2015     |
| 232 | 22        | Revenge               | Pomsta                  | James Whitmore ml. | George Schenck a Frank Cardea                        | 30. dubna 2013     | 18. února 2015     |
| 233 | 23        | Double Blind          | Dvojité zaslepení       | Dennis Smith       | Christopher J. Walid a Steven D. Binder              | 7. května 2013     | 25. února 2015     |
| 234 | 24        | Damned If You Do      | Ať uděláš cokoli        | Tony Wharmby       | Gary Glasberg                                        | 14. května 2013    | 4. března 2015     |

### Jedenáctá řada (2013–2014)
| Č. v seriálu | Č. v řadě | Původní název             | Český název                       | Režie              | Scénář                                              | Premiéra v USA     | Premiéra v ČR     |
| ------------ | --------- | ------------------------- | --------------------------------- | ------------------ | --------------------------------------------------- | ------------------ | ----------------- |
| 235          | 1         | Whiskey Tango Foxtrot     | Atentát                           | Tony Wharmby       | Gary Glasberg                                       | 24. září 2013      | 11. března 2015   |
| 236          | 2         | Past, Present, and Future | Minulost, přítomnost a budoucnost | James Whitmore ml. | Gary Glasberg, Scott Williams a Gina Lucita Monreal | 1. října 2013      | 18. března 2015   |
| 237          | 3         | Under the Radar           | Najdi letadlo                     | Dennis Smith       | George Schenck a Frank Cardea                       | 8. října 2013      | 25. března 2015   |
| 238          | 4         | Anonymous Was a Woman     | Neznámá byla žena                 | Terrence O'Hara    | Steven D. Binder                                    | 15. října 2013     | 1. dubna 2015     |
| 239          | 5         | Once a Crook              | Jednou ničema                     | Arvin Brown        | Christopher Silber                                  | 22. října 2013     | 8. dubna 2015     |
| 240          | 6         | Oil & Water               | Vždy připraven                    | Tom Wright         | Jennifer Corbett                                    | 29. října 2013     | 15. dubna 2015    |
| 241          | 7         | Better Angels             | Lepší andělé                      | Tony Wharmby       | Gina Lucita Monreal                                 | 5. listopadu 2013  | 22. dubna 2015    |
| 242          | 8         | Alibi                     | Alibi                             | Holly Dale         | George Schenck a Frank Cardea                       | 12. listopadu 2013 | 29. dubna 2015    |
| 243          | 9         | Gut Check                 | Instinkt                          | Dennis Smith       | Christopher J. Waild                                | 19. listopadu 2013 | 6. května 2015    |
| 244          | 10        | Devil's Triad             | Ďábelská trojice                  | Arvin Brown        | Steven D. Binder                                    | 10. prosince 2013  | 13. května 2015   |
| 245          | 11        | Homesick                  | Epidemie                          | Terrence O'Hara    | Scott Williams                                      | 17. prosince 2013  | 20. května 2015   |
| 246          | 12        | Kill Chain                | Smrtící řetězec                   | James Whitmore ml. | Christopher Silber                                  | 7. ledna 2014      | 27. května 2015   |
| 247          | 13        | Double Back               | Zpátky na začátek                 | Tony Wharmby       | Gina Lucita Monreal                                 | 14. ledna 2014     | 3. června 2015    |
| 248          | 14        | Monsters and Men          | Lidé a zrůdy                      | Dennis Smith       | Jennifer Corbett                                    | 4. února 2014      | 10. června 2015   |
| 249          | 15        | Bulletproof               | Neprůstřelný                      | Leslie Libman      | Christopher J. Waild                                | 25. února 2014     | 17. června 2015   |
| 250          | 16        | Dressed to Kill           | Falešný námořník                  | Thomas J. Wright   | George Schenck a Frank Cardea                       | 11. března 2014    | 24. června 2015   |
| 251          | 17        | Rock and a Hard Place     | Smrt a rockenroll                 | Arvin Brown        | Steven D. Binder                                    | 18. března 2014    | 1. července 2015  |
| 252          | 18        | Crescent City (Part I)    | New Orleans (1. část)             | James Whitmore ml. | Gary Glasberg                                       | 25. března 2014    | 8. července 2015  |
| 253          | 19        | Crescent City (Part II)   | New Orleans (2. část)             | Tony Wharmby       | Gary Glasberg                                       | 1. dubna 2014      | 15. července 2015 |
| 254          | 20        | Page Not Found            | Stránka nenalezena                | Terrence O'Hara    | Christopher J. Waild                                | 8. dubna 2014      | 22. července 2015 |
| 255          | 21        | Alleged                   | Obvinění                          | Arvin Brown        | Scott Williams                                      | 15. dubna 2014     | 29. července 2015 |
| 256          | 22        | Shooter                   | Střelec                           | Dennis Smith       | George Schenck a Frank Cardea                       | 29. dubna 2014     | 5. srpna 2015     |
| 257          | 23        | The Admiral's Daughter    | Admirálova dcera                  | James Whitmore ml. | Steven D. Binder a Christopher Silber               | 6. května 2014     | 12. srpna 2015    |
| 258          | 24        | Honor Thy Father          | Cti otce svého                    | Tony Wharmby       | Gary Glasberg a Gina Lucita Monreal                 | 13. května 2014    | 19. srpna 2015    |

### Dvanáctá řada (2014–2015)
| Č. v seriálu | Č. v řadě | Původní název               | Český název         | Režie              | Scénář                                | Premiéra v USA     | Premiéra v ČR      |
| ------------ | --------- | --------------------------- | ------------------- | ------------------ | ------------------------------------- | ------------------ | ------------------ |
| 259          | 1         | Twenty Klicks               | Dvacet kilometrů    | Tony Wharmby       | Gary Glasberg a Scott Williams        | 23. září 2014      | 27. dubna 2016     |
| 260          | 2         | Kill the Messenger          | Zabijte posla       | Dennis Smith       | George Schenck a Frank Cardea         | 30. září 2014      | 4. května 2016     |
| 261          | 3         | So It Goes                  | Tak to chodí        | Leslie Libman      | Steven D. Binder                      | 7. října 2014      | 11. května 2016    |
| 262          | 4         | Choke Hold                  | Choke Hold          | Terrence O'Hara    | Christopher J. Waild                  | 14. října 2014     | 18. května 2016    |
| 263          | 5         | The San Dominick            | San Dominick        | Arvin Brown        | Christopher Silber                    | 21. října 2014     | 25. května 2016    |
| 264          | 6         | Parental Guidance Suggested | Mládeži nepřístupno | Thomas J. Wright   | Jennifer Corbett                      | 28. října 2014     | 1. června 2016     |
| 265          | 7         | The Searchers               | Hledači             | Tony Wharmby       | Gina Lucita Monreal                   | 11. listopadu 2014 | 8. června 2016     |
| 266          | 8         | Semper Fortis               | Vždy silný          | Dennis Smith       | Matthew R. Jarrett a Scott J. Jarrett | 18. listopadu 2014 | 15. června 2016    |
| 267          | 9         | Grounded                    | Na zemi             | Bethany Rooney     | Scott Williams                        | 25. listopadu 2014 | 14. listopadu 2016 |
| 268          | 10        | House Rules                 | Pravidla domu       | Terrence O'Hara    | Christopher J. Waild                  | 16. prosince 2014  | 21. listopadu 2016 |
| 269          | 11        | Check                       | Šach                | Alrick Riley       | Steven D. Binder                      | 6. ledna 2015      | 28. listopadu 2016 |
| 270          | 12        | The Enemy Within            | Vnitřní nepřítel    | James Whitmore ml. | George Schenck a Frank Cardea         | 13. ledna 2015     | 30. listopadu 2016 |
| 271          | 13        | We Build, We Fight          | Budujeme, bojujeme  | Rocky Carroll      | Jennifer Corbett                      | 3. února 2015      | 5. prosince 2016   |
| 272          | 14        | Cadence                     | Kadeti              | Tony Wharmby       | Christopher Silber                    | 10. února 2015     | 7. prosince 2016   |
| 273          | 15        | Cabin Fever                 | Kocovina            | Bethany Rooney     | Scott Williams                        | 17. února 2015     | 12. prosince 2016  |
| 274          | 16        | Blast from the Past         | Záblesk minulosti   | Dennis Smith       | David J. North                        | 24. února 2015     | 14. prosince 2016  |
| 275          | 17        | The Artful Dodger           | Podvodník s uměním  | Terrence O'Hara    | Gina Lucita Monreal                   | 10. března 2015    | 4. ledna 2017      |
| 276          | 18        | Status Update               | Nový status         | Holly Dale         | Christopher J. Waild                  | 24. března 2015    | 11. ledna 2017     |
| 277          | 19        | Patience                    | Trpělivost          | Thomas J. Wright   | Steven D. Binder                      | 31. března 2015    | 18. ledna 2017     |
| 278          | 20        | No Good Deed                | Za dobrý skutek     | Arvin Brown        | George Schenck a Frank Cardea         | 7. dubna 2015      | 25. ledna 2017     |
| 279          | 21        | Lost In Translation         | Ztraceno v překladu | Tony Wharmby       | Jennifer Corbett                      | 14. dubna 2015     | 1. února 2017      |
| 280          | 22        | Troll                       | Návnada             | Dennis Smith       | Scott Williams                        | 28. dubna 2015     | 8. února 2017      |
| 281          | 23        | The Lost Boys               | Ztracení chlapci    | James Whitmore ml. | Gina Lucita Monreal                   | 5. května 2015     | 15. února 2017     |
| 282          | 24        | Neverland                   | Země Nezemě         | Tony Wharmby       | Gary Glasberg                         | 12. května 2015    | 22. února 2017     |

### Třináctá řada (2015–2016)
| Č. v seriálu | Č. v řadě | Původní název        | Český název               | Režie              | Scénář                                 | Premiéra v USA     | Premiéra v ČR      |
| ------------ | --------- | -------------------- | ------------------------- | ------------------ | -------------------------------------- | ------------------ | ------------------ |
| 283          | 1         | Stop the Bleeding    | Zastavte krvácení         | Tony Wharmby       | Gary Glasberg a Scott Williams         | 22. září 2015      | 28. června 2017    |
| 284          | 2         | Personal Day         | Den volna                 | Terrence O'Hara    | Gina Lucita Monreal                    | 29. září 2015      | 28. června 2017    |
| 285          | 3         | Incognito            | V utajení                 | James Whitmore ml. | George Schenck a Frank Cardea          | 6. října 2015      | 4. července 2017   |
| 286          | 4         | Double Trouble       | Dvojité trable            | Dennis Smith       | Christopher J. Waild                   | 13. října 2015     | 5. července 2017   |
| 287          | 5         | Lockdown             | Laborka                   | Bethany Rooney     | Steven D. Binder                       | 20. října 2015     | 11. července 2017  |
| 288          | 6         | Viral                | Viral                     | Rocky Carroll      | Jennifer Corbett                       | 27. října 2015     | 12. července 2017  |
| 289          | 7         | 16 Years             | 16 let                    | Mark Horowitz      | Brendan Fehily                         | 2015. listopadu 33 | 18. července 2017  |
| 290          | 8         | Saviors              | Zachránci                 | Tony Wharmby       | Scott Williams                         | 10. listopadu 2015 | 19. července 2017  |
| 291          | 9         | Day In Court         | Den u soudu               | Dennis Smith       | George Schenck a Frank Cardea          | 17. listopadu 2015 | 25. července 2017  |
| 292          | 10        | Blood Brothers       | Pokrevní bratři           | Arvin Brown        | Jennifer Corbett                       | 24. listopadu 2015 | 26. července 2017  |
| 293          | 11        | Spinning Wheel       | Kolo osudu                | Terrence O'Hara    | Steven D. Binder                       | 15. prosince 2015  | 1. srpna 2017      |
| 294          | 12        | Sister City (Part I) | Sesterské město (1. část) | Leslie Libman      | Christopher J. Waild                   | 5. ledna 2016      | 28. listopadu 2017 |
| 295          | 13        | Déjà Vu              | Déjà Vu                   | Rocky Carroll      | Matthew R. Jarrett a Scott J. Jarrett  | 19. ledna 2016     | 2. srpna 2017      |
| 296          | 14        | Decompressed         | Dekomprese                | Thomas J. Wright   | Brendan Fehily                         | 9. února 2016      | 8. srpna 2017      |
| 297          | 15        | React                | React tým                 | Bethany Rooney     | Jennifer Corbett                       | 16. února 2016     | 9. srpna 2017      |
| 298          | 16        | Loose Cannons        | Ztracené zbraně           | Alrick Riley       | Scott Williams                         | 23. února 2016     | 15. srpna 2017     |
| 299          | 17        | After Hours          | Po práci                  | Terrence O'Hara    | Cindi Hemingway                        | 1. března 2016     | 16. srpna 2017     |
| 300          | 18        | Scope                | Zaměřovač                 | Tony Wharmby       | Gary Glasberg a Gina Lucita Monreal    | 15. března 2016    | 22. srpna 2017     |
| 301          | 19        | Reasonable Doubts    | Důvodné pochyby           | Thomas J. Wright   | George Schenck a Frank Cardea          | 22. března 2016    | 28. srpna 2017     |
| 302          | 20        | Charade              | Šaráda                    | Edward Ornelas     | Brendan Fehily                         | 5. dubna 2016      | 29. srpna 2017     |
| 303          | 21        | Return to Sender     | Vrátit odesílateli        | Leslie Libman      | Christopher J. Waild                   | 19. dubna 2016     | 30. srpna 2017     |
| 304          | 22        | Homefront            | Domácí fronta             | Dennis Smith       | Gina Lucita Monreal a Jennifer Corbett | 3. května 2016     | 4. září 2017       |
| 305          | 23        | Dead Letter          | Mrtvý spis                | James Whitmore ml. | Steven D. Binder                       | 10. května 2016    | 5. září 2017       |
| 306          | 24        | Family First         | Rodina především          | Tony Wharmby       | Gary Glasberg a Scott Williams         | 17. května 2016    | 6. září 2017       |

### Čtrnáctá řada (2016–2017)
| Č. v seriálu | Č. v řadě | Původní název           | Český název                    | Režie              | Scénář                                                              | Premiéra v USA     | Premiéra v ČR      |
| ------------ | --------- | ----------------------- | ------------------------------ | ------------------ | ------------------------------------------------------------------- | ------------------ | ------------------ |
| 307          | 1         | Rogue                   | V utajení                      | Tony Wharmby       | Gary Glasberg a Jennifer Corbett                                    | 20. září 2016      | 10. října 2018     |
| 308          | 2         | Being Bad               | Dobrák                         | James Whitmore ml. | Steven D. Binder                                                    | 27. září 2016      | 15. října 2018     |
| 309          | 3         | Privileged Information  | Skokanka                       | Edward Ornelas     | George Schenck a Frank Cardea                                       | 4. října 2016      | 16. října 2018     |
| 310          | 4         | Love Boat               | Loď lásky                      | Terrence O'Hara    | Christopher J. Waild                                                | 11. října 2016     | 17. října 2018     |
| 311          | 5         | Philly                  | Filadelfie                     | Allan Arkush       | Scott A. Williams                                                   | 18. října 2016     | 22. října 2018     |
| 312          | 6         | Shell Game              | Falešná hra                    | Thomas J. Wright   | Brendan Fehily                                                      | 25. října 2016     | 23. října 2018     |
| 313          | 7         | Home of the Brave       | Domov statečných               | Alrick Riley       | Gina Lucita Monreal                                                 | 15. listopadu 2016 | 24. října 2018     |
| 314          | 8         | Enemy Combatant         | Nepřátelský bojovník           | Tony Wharmby       | Jennifer Corbett                                                    | 22. listopadu 2016 | 29. října 2018     |
| 315          | 9         | Pay to Play             | Zaplať a hraj                  | Arvin Brown        | Cindi Hemingway                                                     | 6. prosince 2016   | 30. října 2018     |
| 316          | 10        | The Tie That Binds      | Svazující pouto                | Arvin Brown        | Steven D. Binder                                                    | 13. prosince 2016  | 31. října 2018     |
| 317          | 11        | Willoughby              | Operace Willoughby             | Tony Wharmby       | Gina Lucita Monreal                                                 | 3. ledna 2017      | 5. listopadu 2018  |
| 318          | 12        | Off the Grid            | Nezvěstný                      | Rocky Carroll      | George Schenck & Frank Cardea                                       | 17. ledna 2017     | 6. listopadu 2018  |
| 319          | 13        | Keep Going              | Běž dál                        | Terrence O'Hara    | námět: Matthew R. Jarrett a Scott J. Jarrett scénář: Scott Williams | 24. ledna 2017     | 7. listopadu 2018  |
| 320          | 14        | Nonstop                 | Dokonalý plán                  | Mark Horowitz      | Brendan Fehily                                                      | 7. února 2017      | 12. listopadu 2018 |
| 321          | 15        | Pandora's Box (Part 1)  | Pandořina skřínka (část 1.)    | Arvin Brown        | Cindi Hemingway                                                     | 14. února 2017     | 13. listopadu 2018 |
| 322          | 16        | A Many Splendored Thing | Binární kód                    | Michael Zinberg    | Steven D. Binder a David J. North                                   | 21. února 2017     | 19. listopadu 2018 |
| 323          | 17        | What Lies Above         | Tajnosti a lži                 | Leslie Libman      | Scott Williams                                                      | 7. března 2017     | 20. listopadu 2018 |
| 324          | 18        | M.I.A.                  | Muž přes palubu                | Thomas J. Wright   | Jennifer Corbett                                                    | 14. března 2017    | 21. listopadu 2018 |
| 325          | 19        | The Wall                | Památník vietnamských veteránů | Bethany Rooney     | Gina Lucita Monreal                                                 | 28. března 2017    | 26. listopadu 2018 |
| 326          | 20        | A Bowl of Cherries      | Mísa třešní                    | Edward Ornelas     | Brendan Fehily                                                      | 4. dubna 2017      | 27. listopadu 2018 |
| 327          | 21        | One Book, Two Covers    | Jedna kniha, dvě obálky        | Terrence O'Hara    | David J. North                                                      | 18. dubna 2017     | 28. listopadu 2018 |
| 328          | 22        | Beastmaster             | Pán šelem                      | Bethany Rooney     | Christopher J. Waild                                                | 2. května 2017     | 3. prosince 2018   |
| 329          | 23        | Something Blue          | Něco modrého                   | James Whitmore ml. | Jennifer Corbett a Scott Williams                                   | 9. května 2017     | 4. prosince 2018   |
| 330          | 24        | Rendezvous              | Schůzka                        | Tony Wharmby       | George Schenck, Frank Cardea a Steven D. Binder                     | 16. května 2017    | 5. prosince 2018   |

### Patnáctá řada (2017–2018)
| Č. v seriálu | Č. v řadě | Původní název            | Český název                     | Režie              | Scénář                                                                    | Premiéra v USA     | Premiéra v ČR     |
| ------------ | --------- | ------------------------ | ------------------------------- | ------------------ | ------------------------------------------------------------------------- | ------------------ | ----------------- |
| 331          | 1         | House Divided            | Rozdělený dům                   | Tony Wharmby       | Steven D. Binder                                                          | 26. září 2017      | 10. prosince 2018 |
| 332          | 2         | Twofer                   | Dvojka                          | James Whitmore ml. | Scott Williams                                                            | 3. října 2017      | 11. prosince 2018 |
| 333          | 3         | Exit Strategy            | Strategie úniku                 | Terrence O'Hara    | Christopher J. Waild                                                      | 10. října 2017     | 12. prosince 2018 |
| 334          | 4         | Skeleton Crew            | Základní posádka                | Rocky Carroll      | Jennifer Corbett                                                          | 17. října 2017     | 17. prosince 2018 |
| 335          | 5         | Fake It 'Til You Make It | Hraj, až to vyhraješ            | Thomas J. Wright   | David J. North                                                            | 24. října 2017     | 18. prosince 2018 |
| 336          | 6         | Trapped                  | V pasti                         | Bethany Rooney     | Brendan Fehliy                                                            | 31. října 2017     | 7. ledna 2019     |
| 337          | 7         | Burden of Proof          | Důkazní břemeno                 | Dennis Smith       | Gina Lucita Monreal                                                       | 7. listopadu 2017  | 8. ledna 2019     |
| 338          | 8         | Voices                   | Hlasy                           | Tony Wharmby       | Steven D. Binder                                                          | 14. listopadu 2017 | 9. ledna 2019     |
| 339          | 9         | Ready or Not             | Ať chcete nebo ne               | Terrence O'Hara    | Scott Williams                                                            | 21. listopadu 2017 | 14. ledna 2019    |
| 340          | 10        | Double Down              | Dvojitý zásah                   | Alrick Riley       | Christopher J. Waild                                                      | 12. prosince 2017  | 15. ledna 2019    |
| 341          | 11        | High Tide                | Příliv                          | Tony Wharmby       | David J. North a Steven D. Binder                                         | 2. ledna 2018      | 16. ledna 2019    |
| 342          | 12        | Dark Secrets             | Temná tajemství                 | Bethany Rooney     | George Schenck a Frank Cardea                                             | 9. ledna 2018      | 21. ledna 2019    |
| 343          | 13        | Family Ties              | Rodinné vazby                   | Rocky Carroll      | Brendan Fehily                                                            | 23. ledna 2018     | 22. ledna 2019    |
| 344          | 14        | Keep Your Friends Close  | Přátele si drž blízko (1. část) | Mark Horowitz      | Gina Lucita Monreal                                                       | 6. února 2018      | 23. ledna 2019    |
| 345          | 15        | Keep Your Enemies Closer | Přátele si drž blízko (2. část) | Thomas J. Wright   | Jennifer Corbett                                                          | 27. února 2018     | 28. ledna 2019    |
| 346          | 16        | Handle With Care         | Křehké                          | Alrick Riley       | Matthew R. Jarrett a Scott J. Jarrett                                     | 6. března 2018     | 29. ledna 2019    |
| 347          | 17        | One Man's Trash          | Pro jednoho odpad               | Michael Zinberg    | Scott Williams                                                            | 20. března 2018    | 30. ledna 2019    |
| 348          | 18        | Death From Above         | Smrt z nebe                     | Rocky Carroll      | Christopher J. Waild                                                      | 27. března 2018    | 4. února 2019     |
| 349          | 19        | The Numerical Limit      | Číselný limit                   | Leslie Libman      | David J. North a Steven D. Binder                                         | 3. dubna 2018      | 5. února 2019     |
| 350          | 20        | Sight Unseen             | Vidět neviděné                  | Bethany Rooney     | Brendan Fehily                                                            | 17. dubna 2018     | 6. února 2019     |
| 351          | 21        | One Step Forward         | Jeden krok kupředu              | James Whitmore ml. | Gina Lucita Monreal                                                       | 1. května 2018     | 11. února 2019    |
| 352          | 22        | Two Steps Back           | Dva kroky zpátky                | Michael Zinberg    | Jennifer Corbett                                                          | 8. května 2018     | 12. února 2019    |
| 353          | 23        | Fallout                  | Přes palubu                     | Michael Zinberg    | námět: Christopher J. Waild scénář: David J. North a Christopher J. Waild | 15. května 2018    | 13. února 2019    |
| 354          | 24        | Date with Destiny        | Schůzka s osudem                | Tony Wharmby       | George Schenck, Frank Cardea a Scott A. Williams                          | 22. května 2018    | 18. února 2019    |

### Šestnáctá řada (2018–2019)
| Č. v seriálu | Č. v řadě | Původní název       | Český název               | Režie               | Scénář                                                      | Premiéra v USA     | Premiéra v ČR  |
| ------------ | --------- | ------------------- | ------------------------- | ------------------- | ----------------------------------------------------------- | ------------------ | -------------- |
| 355          | 1         | Destiny's Child     | Dítě osudu                | Tony Wharmby        | Steven D. Binder                                            | 25. září 2018      | 1. ledna 2020  |
| 356          | 2         | Love Thy Neighbor   | Miluj bližního svého      | Terrence O'Hara     | Scott Williams                                              | 2. října 2018      | 2. ledna 2020  |
| 357          | 3         | Boom                | Bomba                     | Leslie Libman       | Brendan Fehily                                              | 9. října 2018      | 3. ledna 2020  |
| 358          | 4         | Third Wheel         | Třetí kolo                | James Whitmore, Jr. | Christopher J. Waild                                        | 16. října 2018     | 4. ledna 2020  |
| 359          | 5         | Fragments           | Fragmenty                 | Michael Zinberg     | Gina Lucita Monreal                                         | 23. října 2018     | 5. ledna 2020  |
| 360          | 6         | Beneath the Surface | Pod povrchem              | Rocky Carroll       | Scott J. Jarrett a Matthew R. Jarrett                       | 30. října 2018     | 6. ledna 2020  |
| 361          | 7         | A Thousand Words    | Tisíc slov                | Alrick Riley        | David J. North                                              | 13. listopadu 2018 | 7. ledna 2020  |
| 362          | 8         | Friendly Fire       | Střelba do vlastních      | Thomas J. Wright    | Jennifer Corbett                                            | 20. listopadu 2018 | 8. ledna 2020  |
| 363          | 9         | Tailing Angie       | Vloupání                  | Terrence O'Hara     | George Schenck                                              | 4. prosince 2018   | 9. ledna 2020  |
| 364          | 10        | What Child is This? | Co je to za dítě?         | Michael Zinberg     | Scott Williamst                                             | 11. prosince 2018  | 10. ledna 2020 |
| 365          | 11        | Toil and Trouble    | Dřina a potíže            | Leslie Libman       | Christopher J. Waild                                        | 8. ledna 2019      | 11. ledna 2020 |
| 366          | 12        | The Last Link       | Ten poslední              | Rocky Carroll       | Brendan Fehily                                              | 15. ledna 2019     | 12. ledna 2020 |
| 367          | 13        | She                 | Vzkaz                     | Mark Horowitz       | Gina Lucita Monreal                                         | 12. února 2019     | 13. ledna 2020 |
| 368          | 14        | Once Upon a Tim     | Byl jednou jeden Tim      | Tony Wharmby        | Stephen D. Binder a David J. North                          | 19. února 2019     | 14. ledna 2020 |
| 369          | 15        | Crossing the Line   | Rovníkový křest           | Michael Zinberg     | Jennifer Corbett                                            | 26. února 2019     | 15. ledna 2020 |
| 370          | 16        | Bears and Cubs      | Medvědi a medvíďata       | Diana Valentine     | Scott Williams                                              | 12. března 2019    | 16. ledna 2020 |
| 371          | 17        | Silent Service      | Tichá služba              | Rocky Carroll       | Scott J. Jarrett & Matthew R. Jarrett                       | 26. března 2019    | 17. ledna 2020 |
| 372          | 18        | Mona Lisa           | Mona Lisa                 | Alrick Riley        | David J. North a Brendan Fehily                             | 2. dubna 2019      | 18. ledna 2020 |
| 373          | 19        | Perennial           | Věčně zelený              | Tony Wharmby        | Gina Lucita Monreal                                         | 9. dubna 2019      | 19. ledna 2020 |
| 374          | 20        | Hail & Farewell     | Poslední sbohem           | Michael Zinberg     | Jennifer Corbett                                            | 16. dubna 2019     | 20. ledna 2020 |
| 375          | 21        | Judge, Jury..       | Odložený případ - 1. část | James Whitmore ml.  | Christopher J. Waild                                        | 30. dubna 2019     | 21. ledna 2020 |
| 376          | 22        | ...and Executioner  | Odložený případ - 2. část | Terrence O'Hara     | Christopher J. Waild a David J. North                       | 7. května 2019     | 22. ledna 2020 |
| 377          | 23        | Lost Time           | Ztracený čas              | Diana Valentine     | námět: Scott Williams a Frank Cardea scénář: Scott Williams | 14. května 2019    | 23. ledna 2020 |
| 378          | 24        | Daughters           | Dcery                     | Tony Wharmby        | Steven D. Binder                                            | 21. května 2019    | 24. ledna 2020 |

### Sedmnáctá řada (2019–2020)
| Č. v seriálu | Č. v řadě | Původní název        | Český název             | Režie              | Scénář                                 | Premiéra v USA     | Premiéra v ČR    |
| ------------ | --------- | -------------------- | ----------------------- | ------------------ | -------------------------------------- | ------------------ | ---------------- |
| 379          | 1         | Out of the Darkness  | Ven z temnoty           | Terrence O'Hara    | Gina Lucita Monreal                    | 24. září 2019      | 3. června 2021   |
| 380          | 2         | Into the Light       | Zúčtování               | Tony Wharmby       | Steven D. Binder                       | 1. října 2019      | 7. června 2021   |
| 381          | 3         | Going Mobile         | Kemp smrti              | Tony J. Wright     | Scott Williams                         | 8. října 2019      | 9. června 2021   |
| 382          | 4         | Someone Else's Shoes | V cizích botách         | Michael Zinberg    | Christopher J. Waild                   | 15. října 2019     | 10. června 2021  |
| 383          | 5         | Wide Awake           | Nespavost               | Diana Valentine    | Brendan Fehily                         | 22. října 2019     | 14. června 2021  |
| 384          | 6         | Institutionalized    | Kamarád Kasie           | Tony Wharmby       | David J. North                         | 5. listopadu 2019  | 15. června 2021  |
| 385          | 7         | No Vacancy           | Motel Monarcha          | Rocky Carroll      | Marco Schnabel                         | 12. listopadu 2019 | 16. června 2021  |
| 386          | 8         | Musical Chairs       | Muzikanti               | Michael Zinberg    | Kate Torgovnick May                    | 19. listopadu 2019 | 17. června 2021  |
| 387          | 9         | IRL                  | Hráči                   | Terrence O'Hara    | Christopher J. Waild                   | 26. listopadu 2019 | 21. června 2021  |
| 388          | 10        | The North Pole       | Severní pól             | James Whitmore ml. | Gina Lucita Monreal                    | 17. prosince 2019  | 22. června 2021  |
| 389          | 11        | In the Wind          | Útěk                    | Rocky Carroll      | Scott Williams                         | 7. ledna 2020      | 23. června 2021  |
| 390          | 12        | Flight Plan          | Letový plán             | Tawnia McKiernan   | Brendan Fehily                         | 14. ledna 2020     | 24. června 2021  |
| 391          | 13        | Sound Off            | Hluchota                | William Webb       | Lisa Di Trolio                         | 21. ledna 2020     | 28. června 2021  |
| 392          | 14        | On Fire              | V ohni                  | Mark Horowitz      | David J. North a Steven D. Binder      | 28. ledna 2020     | 29. června 2021  |
| 393          | 15        | Lonely Hearts        | Osamělá srdce           | Michael Zinberg    | Marco Schnabel                         | 11. února 2020     | 30. června 2021  |
| 394          | 16        | Ephemera             | Stará láska             | Diana Valentine    | Christopher J. Waild                   | 18. února 2020     | 1. července 2021 |
| 395          | 17        | In a Nutshell        | Dům pro panenky         | Michael Zinberg    | Katie White                            | 10. března 2020    | 5. července 2021 |
| 396          | 18        | Schooled             | Škola                   | Alrick Riley       | Kate Torgovnick May a Steven D. Binder | 24. března 2020    | 6. července 2021 |
| 397          | 19        | Blarney              | Velká diamantová loupež | Rocky Carroll      | Scott Williams                         | 31. března 2020    | 7. července 2021 |
| 398          | 20        | The Arizona          | Arizona                 | James Whitmore ml. | Gina Lucita Monreal                    | 14. dubna 2020     | 8. července 2021 |

### Osmnáctá řada (2020–2021)
| Č. v seriálu | Č. v řadě | Původní název               | Český název           | Režie              | Scénář                                                | Premiéra v USA     | Premiéra v ČR   |
| ------------ | --------- | --------------------------- | --------------------- | ------------------ | ----------------------------------------------------- | ------------------ | --------------- |
| 399          | 1         | Sturgeon Season             | Sezona jesetera       | Michael Zinberg    | Scott Williams                                        | 17. listopadu 2020 | 26. ledna 2022  |
| 400          | 2         | Everything Starts Somewhere | Staré křivdy          | Terrence O'Hara    | Steven D. Binder                                      | 24. listopadu 2020 | 26. ledna 2022  |
| 401          | 3         | Blood and Treasure          | Krev a poklad         | Diana Valentine    | Christopher J. Waild                                  | 8. prosince 2020   | 2. února 2022   |
| 402          | 4         | Sunburn                     | Za sluncem            | Rocky Caroll       | Marco Schnabel                                        | 19. ledna 2021     | 2. února 2022   |
| 403          | 5         | Head of the Snake           | Hlava hada            | Tawnia McKiernan   | Brendan Fehily a David J. North                       | 19. ledna 2021     | 9. února 2022   |
| 404          | 6         | 1mm                         | 1 milimetr            | Diana Valentine    | Gina Lucita Monreal                                   | 26. ledna 2021     | 9. února 2022   |
| 405          | 7         | The First Day               | První den             | James Whitmore Jr. | Margaret Rose Lester                                  | 9. února 2021      | 16. února 2022  |
| 406          | 8         | True Believer               | Zrádce                | Terence O'Hara     | Jill Weinberger                                       | 2. března 2021     | 16. února 2022  |
| 407          | 9         | Winter Chill                | Zimní mráz            | Michael Zinberg    | Scott Williams                                        | 9. března 2021     | 23. února 2022  |
| 408          | 10        | Watchdog                    | Hlídací pes           | Diana Valentine    | Brendan Fehily a David J. North                       | 16. března 2021    | 23. února 2022  |
| 409          | 11        | Gut Punch                   | Ministerský večírek   | Rocky Carroll      | Christopher J. Waild                                  | 6. dubna 2021      | 2. března 2022  |
| 410          | 12        | Sangre                      | Krev není voda        | James Whitmore ml. | Marco Schnabel                                        | 27. dubna 2021     | 2. března 2022  |
| 411          | 13        | Misconduct                  | Pochybení             | Tawnia McKiernan   | Brendan Fehily, Margaret Rose Lester a David J. North | 4. května 2021     | 9. března 2022  |
| 412          | 14        | Unseen Improvements         | Neviditelné vylepšení | Diana Valentine    | Steven D. Binder a Scott Williams                     | 11. května 2021    | 9. března 2022  |
| 413          | 15        | Blown Away                  | Výbuch                | Michael Zinberg    | Marco Schnabel a Christopher J. Waild                 | 18. května 2021    | 16. března 2022 |
| 414          | 16        | Rule 91                     | Pravidlo 91           | Diana Valentine    | Brendan Fehily a David J. North                       | 25. května 2021    | 16. března 2022 |

### Devatenáctá řada (2021–2022)
| Č. v seriálu | Č. v řadě | Původní název        | Český název          | Režie              | Scénář                                                        | Premiéra v USA     | Premiéra v ČR     |
| ------------ | --------- | -------------------- | -------------------- | ------------------ | ------------------------------------------------------------- | ------------------ | ----------------- |
| 415          | 1         | Blood in the Water   | Krev ve vodě         | Michael Zinberg    | Christopher J. Waild                                          | 20. září 2021      | 19. června 2023   |
| 416          | 2         | Nearly Departed      | Na odchodu           | Terrence O'Hara    | Scott Williams                                                | 27. září 2021      | 20. června 2023   |
| 417          | 3         | Road to Nowhere      | Cesta nikam          | Rocky Carroll      | Marco Schnabel                                                | 4. října 2021      | 21. června 2023   |
| 418          | 4         | Great Wide Open      | Velká široká krajina | Terrence O'Hara    | Brendan Fehily a David J. North                               | 11. října 2021     | 22. června 2023   |
| 419          | 5         | Face the Strange     | Podivný případ       | Steven D. Binder   | Steven D. Binder                                              | 18. října 2021     | 26. června 2023   |
| 420          | 6         | False Start          | Falešný start        | James Whitmore ml. | Katherine Beattie a Christopher J. Waild                      | 1. listopadu 2021  | 27. června 2023   |
| 421          | 7         | Docked               | V přístavu           | Michael Zinberg    | Marco Schnabel a Yasemin Yilmaz                               | 8. listopadu 2021  | 28. června 2023   |
| 422          | 8         | Peacekeeper          | Mírotvůrce           | Rocky Carroll      | Margaret Rose Lester a Scott Williams                         | 29. listopadu 2021 | 29. června 2023   |
| 423          | 9         | Collective Memory    | Kolektivní paměť     | Leslie Libman      | Kimberly-Rose Wolter a David J. North                         | 6. prosince 2021   | 3. července 2023  |
| 424          | 10        | Pledge of Allegiance | Slib věrnosti        | Rocky Carroll      | Brendan Fehily                                                | 3. ledna 2022      | 4. července 2023  |
| 425          | 11        | All Hands            | Všichni na palubu    | Martha Mitchell    | Christopher J. Waild                                          | 17. ledna 2022     | 5. července 2023  |
| 426          | 12        | Fight or Flight      | Boj o život          | James Whitmore Jr. | Katherine Beattie                                             | 24. ledna 2022     | 6. července 2023  |
| 427          | 13        | The Helpers          | Pomocníci            | Diana Valentine    | Brian Dietzen a Scott Williams                                | 28. února 2022     | 10. července 2023 |
| 428          | 14        | First Steps          | První krůčky         | Michael Zinberg    | Yasemin Yilmaz                                                | 7. března 2022     | 11. července 2023 |
| 429          | 15        | Thick As Thieves     | Kamarádi z dětství   | Terrence O'Hara    | Marco Schnabel                                                | 14. března 2022    | 12. července 2023 |
| 430          | 16        | The Wake             | Až za hrob           | Rocky Carroll      | Katie White                                                   | 21. března 2022    | 13. července 2023 |
| 431          | 17        | Starting Over        | Začít znovu          | Michael Zinberg    | Margaret Rose Lester a Scott Williams                         | 28. března 2022    | 17. července 2023 |
| 432          | 18        | Last Dance           | Poslední tanec       | Terrence O'Hara    | Brendan Fehily a David J. North                               | 18. dubna 2022     | 19. července 2023 |
| 433          | 19        | The Brat Pack        | Armádní spratci      | Michael Zinberg    | Katherine Beattie a Kimberly-Rose Wolter                      | 2. května 2022     | 20. července 2023 |
| 434          | 20        | All or Nothing       | Všechno nebo nic     | Tawnia McKiernan   | námět: Marco Schnabel a Yasemin Yilmaz scénář: Yasemin Yilmaz | 16. května 2022    | 24. července 2023 |
| 435          | 21        | Birds of a Feather   | Jeden jako druhý     | Terrence O'Hara    | Christopher J. Waild                                          | 23. května 2022    | 26. července 2023 |

### Dvacátá řada (2022–2023)
| Č. v seriálu | Č. v řadě | Původní název              | Český název          | Režie                   | Scénář                                | Premiéra v USA     | Premiéra v ČR     |
| ------------ | --------- | -------------------------- | -------------------- | ----------------------- | ------------------------------------- | ------------------ | ----------------- |
| 436          | 1         | A Family Matter            | Rodinná záležitost   | Tawnia McKiernan        | Scott Williams                        | 19. září 2022      | 27. července 2023 |
| 437          | 2         | Daddy Issues               | Potíže s tátou       | Michael Zinberg         | Christopher J. Waild                  | 26. září 2022      | 31. července 2023 |
| 438          | 3         | Unearth                    | Poklad               | Diana Valentine         | Yasemin Yilmaz                        | 3. října 2022      | 2. srpna 2023     |
| 439          | 4         | Leave No Trace             | Beze stopy           | William Webb            | Chad Gomez Creasey                    | 10. října 2022     | 3. srpna 2023     |
| 440          | 5         | Guardian                   | Ochránce             | James Whitmore Jr.      | Marco Schnabel                        | 17. října 2022     | 7. srpna 2023     |
| 441          | 6         | The Good Fighter           | Bojovník za dobro    | José Clemente Hernandez | Kimberly-Rose Wolter                  | 24. října 2022     | 9. srpna 2023     |
| 442          | 7         | Love Lost                  | Ztracená láska       | Rocky Carroll           | Brendan Fehily a David J. North       | 14. listopadu 2022 | 10. srpna 2023    |
| 443          | 8         | Turkey Trot                | Krocaní běh          | Lionel Coleman          | Diona Reasonover a Scott Williams     | 21. listopadu 2022 | 14. srpna 2023    |
| 444          | 9         | Higher Education           | Vyšší vzdělání       | Claudia Yarmy           | Katherine Beattie                     | 5. prosince 2022   | 16. srpna 2023    |
| 445          | 10        | Too Many Cooks             | Příliš mnoho kuchařů | Michael Zinberg         | Christopher J. Waild                  | 9. ledna 2023      | 17. srpna 2023    |
| 446          | 11        | Bridges                    | Mosty                | Lionel Coleman          | Chad Gomez Creasey                    | 16. ledna 2023     | 21. srpna 2023    |
| 447          | 12        | Big Rig                    | Kamioňáci            | Rocky Carroll           | Marco Schnabel                        | 23. ledna 2023     | 23. srpna 2023    |
| 448          | 13        | Evil Eye                   | Zlé oko              | Michael Zinberg         | Brendan Fehily a Kimberly-Rose Wolter | 6. února 2023      | 24. srpna 2023    |
| 449          | 14        | Old Wounds                 | Staré rány           | Diana Valentine         | Brian Dietzen a Scott Williams        | 13. února 2023     | 28. srpna 2023    |
| 450          | 15        | Unusual Suspects           | Neobvyklí podezřelí  | James Whitmore Jr.      | Katherine Beattie                     | 27. února 2023     | 29. srpna 2023    |
| 451          | 16        | Butterfly Effect           | Motýlí efekt         | Tawnia McKiernan        | Christopher J. Waild                  | 13. března 2023    | 30. srpna 2023    |
| 452          | 17        | Stranger in a Strange Land | Cizinec v cizí zemi  | James Whitmore Jr.      | Chad Gomez Creasey                    | 20. března 2023    | 31. srpna 2023    |
| 453          | 18        | Head Games                 | Hrátky s myslí       | Michael Zinberg         | Sydney Mitchel                        | 10. dubna 2023     | 4. září 2023      |
| 454          | 19        | In the Spotlight           | Patnáct minut slávy  | Rocky Carroll           | Yasemin Yılmaz                        | 1. května 2023     | 6. září 2023      |
| 455          | 20        | Second Opinion             | Druhý názor          | Tawnia McKiernan        | Marco Schnabel                        | 8. května 2023     | 7. září 2023      |
| 456          | 21        | Kompromat                  | Špioni               | Lionel Coleman          | Scott Williams                        | 15. května 2023    | 11. září 2023     |
| 457          | 22        | Black Sky                  | Černé nebe           | Diana Valentine         | Brendan Fehily a David J. North       | 22. května 2023    | 12. září 2023     |

### Dvacátá první řada (2024)
| Č. v seriálu | Č. v řadě | Původní název               | Český název   | Režie                   | Scénář                                                            | Premiéra v USA     | Premiéra v ČR |
| ------------ | --------- | --------------------------- | ------------- | ----------------------- | ----------------------------------------------------------------- | ------------------ | ------------- |
| 458          | 1         | Algún Día                   | bude oznámeno | Diana Valentine         | Christopher J. Waild                                              | 12. února 2024     | bude oznámeno |
| 459          | 2         | The Stories We Leave Behind | bude oznámeno | Michael Zinberg         | Brian Dietzen a Scott Williams                                    | 26. září 2022      | bude oznámeno |
| 460          | 3         | Lifeline                    | bude oznámeno | Rocky Carroll           | Marco Schnabel                                                    | 3. října 2022      | bude oznámeno |
| 461          | 4         | Left Unsaid                 | bude oznámeno | Daniela Ruah            | Yasemin Yilmaz                                                    | 10. října 2022     | bude oznámeno |
| 462          | 5         | The Plan                    | bude oznámeno | Lionel Coleman          | Katherine Beattie a Chad Gomez Creasey                            | 17. října 2022     | bude oznámeno |
| 463          | 6         | Strange Invaders            | bude oznámeno | Claudia Yarmy           | Gina Gold, Aurorae Khoo a Steven D. Binder                        | 24. října 2022     | bude oznámeno |
| 464          | 7         | A Thousand Yards            | bude oznámeno | Diana Valentine         | Christopher J. Waild                                              | 14. listopadu 2022 | bude oznámeno |
| 465          | 8         | Heartless                   | bude oznámeno | Michael Zinberg         | Sydney Mitchel a Brendan Fehily                                   | 21. listopadu 2022 | bude oznámeno |
| 466          | 9         | Prime Cut                   | bude oznámeno | Diana Valentine         | námět: Chad Gomez Creasey a Marco Schnabel scénář: Marco Schnabel | 5. prosince 2022   | bude oznámeno |
| 467          | 10        | Reef Madness                | bude oznámeno | José Clemente Hernandez | Scott Williams                                                    | 9. ledna 2023      | bude oznámeno |

### Dvacátá druhá řada (2024-2025)
| Č. v seriálu | Č. v řadě | Původní název              | Český název   | Režie                   | Scénář                            | Premiéra v USA     | Premiéra v ČR |
| ------------ | --------- | -------------------------- | ------------- | ----------------------- | --------------------------------- | ------------------ | ------------- |
| 468          | 1         | Empty Nest                 | bude oznámeno | Diana Valentine         | Christopher J. Waild              | 14. října 2024     | bude oznámeno |
| 469          | 2         | Foreign Bodies             | bude oznámeno | Lionel Coleman          | Marco Schnabel                    | 21. října 2024     | bude oznámeno |
| 470          | 3         | The Trouble with Hal       | bude oznámeno | Michael Zinberg         | Scott Williams                    | 28. října 2024     | bude oznámeno |
| 471          | 4         | Sticks & Stones            | bude oznámeno | James Whitmore Jr.      | Steven D. Binder                  | 4. listopadu 2024  | bude oznámeno |
| 472          | 5         | In from the Cold           | bude oznámeno | Tawnia McKiernan        | Matthew Lau                       | 11. listopadu 2024 | bude oznámeno |
| 473          | 6         | Knight and Day             | bude oznámeno | Rocky Carroll           | Amy Rutberg                       | 25. listopadu 2024 | bude oznámeno |
| 474          | 7         | Hardboiled                 | bude oznámeno | José Clemente Hernandez | Andrew Bartels                    | 2. prosince 2024   | bude oznámeno |
| 475          | 8         | Out of Control             | bude oznámeno | Diana Valentine         | Steven D. Binder & Scott Williams | 9. prosince 2024   | bude oznámeno |
| 476          | 9         | Humbug                     | bude oznámeno | Lionel Coleman          | Christopher J. Waild              | 16. prosince 2024  | bude oznámeno |
| 477          | 10        | Baker's Man                | bude oznámeno | Rocky Carroll           | Andrew Bartels                    | 27. ledna 2025     | bude oznámeno |
| 478          | 11        | For Better or Worse        | bude oznámeno | Michael Zinberg         | Marco Schnabel                    | 3. února 2025      | bude oznámeno |
| 479          | 12        | Fun and Games              | bude oznámeno | James Whitmore Jr.      | Matthew Lau & Steven D. Binder    | 10. února 2025     | bude oznámeno |
| 480          | 13        | Bad Blood                  | bude oznámeno | José Clemente Hernandez | Sydney Mitchel                    | 24. února 2025     | bude oznámeno |
| 481          | 14        | Close to Home              | bude oznámeno | Tawnia McKiernan        | Amy Rutberg                       | 3. března 2025     | bude oznámeno |
| 482          | 15        | Moonlit                    | bude oznámeno | Marc Roskin             | Scott Williams                    | 24. března 2025    | bude oznámeno |
| 483          | 16        | Ladies' Night              | bude oznámeno | Rocky Carroll           | Sydney Mitchel                    | 31. března 2025    | bude oznámeno |
| 484          | 17        | Killer Instinct            | bude oznámeno | Lionel Coleman          | Andrew Bartels                    | 14. dubna 2025     | bude oznámeno |
| 485          | 18        | After the Storm            | bude oznámeno | Diana Valentine         | Matthew Lau & Sydney Mitchel      | 21. dubna 2025     | bude oznámeno |
| 486          | 19        | Irreconcilable Differences | bude oznámeno | Michael Zinberg         | Christopher J. Waild              | 28. dubna 2025     | bude oznámeno |
| 488          | 20        | Nexus                      | bude oznámeno | José Clemente Hernandez | Marco Schnabel                    | 5. května 2025     | bude oznámeno |